# Voo Delta Air Lines 1581
O voo 1581 da Delta Air Lines foi operado por um Boeing 737-200. No dia 7 de janeiro de 1992, a aeronave perdeu o motor direito na decolagem do Aeroporto Internacional de Dallas/Fort Worth.

## Aeronave
A aeronave envolvida no incidente era um Boeing 737-200.

## Acidente
O Boeing 737-200 decolou do Aeroporto Internacional de Dallas/Fort Worth às 13h30 CST. E perdeu o motor direita na decolagem para o Aeroporto Intercontinental George Bush. Os pilotos conseguiram pousar a aeronave por volta de 12 minutos após a perda do motor às 13h42 CST.
A aeronave permaneceu na pista enquanto os passageiros eram levados ao terminal do aeroporto. A maioria dos passageiros a bordo da aeronave embarcou em outros voos para Houston.